# Šćedro
Šćedro (olaszul: Torcola) egy sziget az Adriai-tengerben, Horvátországban, a Korčulai-csatornában.

## Leírása

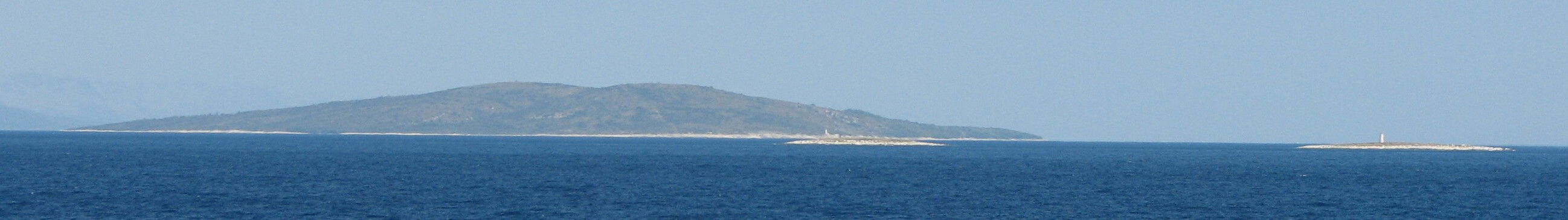
A sziget látképe

Šćedro szigete Hvar szigetének partjaitól 3 km-re délre található. Hvartól a Šćedro-csatorna, Korčulától a Korčula-csatorna választja el. Nyugat-keleti irányban húzódik, 6,5 km hosszú és 1,9 km széles. Területe 8,36 km². Legmagasabb csúcsa a Vela glava (112 m). Partvonalának hosszúsága 25,3 km, a tagoltsági együttható 2,5. Nagyobb öblei a Lovišće, a Mostir, a Čarnjeni bok és a Borova. A sziget krétakori mészkőből épül fel. A világítótornyok a Lovišće-öböl bejáratánál és nem messze a nyugati foktól találhatók. 

## Népesség
A sziget csak időszakosan lakott. Nyáron mintegy 30, télen pedig 15 ember él a szigeten. Korábban tengerparti települései voltak Lovišće, Srida és Rake (a Lovišće-öbölben), Mostir, vagy Moster (a Mostir-öbölben), valamint Nastane és Stan falu a sziget belső részén. Ma Nastane falunak csak két karbantartott háza van, a többi rom. A szigeten 4 étterem is működik. A szigeten nincs áram és víz, ezért a víztartályokat évente ellenőrzik a víz minőségének biztosítására, a villamos energiát pedig generátorokkal és napelemekkel bíztosítják.

## Története
A fennmaradt halmok arról tanúskodnak, hogy a szigeten már az őskorban emberi település volt. A Rake-öbölben a római időkből származó mozaikok maradványait találták meg, mely valószínűleg egy villa részét képezte. Šćedra öblei már az ókortól kezdve ismert horgonyzóhelyek és biztonságos kikötők voltak. A Római Birodalom idejében híres csatákat vívtak a sziget partvidékén, ilyen volt például i. e. 49-ben Pompeius és Julius Caesar közötti tengeri csata. A csata nyomai a sziget körül a tenger mélyén ma is megtalálhatók. A Mostir-öbölben a kora középkorban újjáépített ókeresztény templom és egy domonkos kolostor maradványai találhatók a 16. századból. A sziget déli oldalán egy a második világháborúból származó repülőgép szárnya található a part közelében, törzse kissé mélyebben van a tengerben.

## Nevezetességei
A domonkos kolostort és templomát a 15. -16. században építették Sćedro szigetének északi oldalán. Régi Szűz Mária-templom, mely a mai romos templom elődje, egy román stílusú épület volt, mely a 12. és a 13. század között épült. A templom egyhajós épület, négyzet alakú apszissal, kelet-nyugati tájolással. A templom melletti egykori domonkos kolostorból mára csak a körítőfalak maradtak fenn. A harangtornyot a 18. században építették, felső része leomlott, míg a templom hosszanti falai és boltozatai ugyancsak jelentősen megrongálódtak.

## Fordítás
Ez a szócikk részben vagy egészben  a(z)   Šćedro című horvát Wikipédia-szócikk ezen változatának fordításán alapul.  Az eredeti cikk szerkesztőit annak laptörténete sorolja fel. Ez a jelzés csupán a megfogalmazás eredetét és a szerzői jogokat jelzi, nem szolgál a cikkben szereplő információk forrásmegjelöléseként.